# J・B・ビッカースタッフ
ジョン＝ブレアー・ビッカースタッフ（John-Blair Bickerstaff, 1979年3月10日 - ）は、アメリカ合衆国コロラド州デンバー出身のバスケットボール指導者。父は元NBAコーチのバーニー・ビッカースタッフ。2015年11月からNBAのヒューストン・ロケッツの暫定ヘッドコーチを務め、2024年からはデトロイト・ピストンズのヘッドコーチを務めている。

## 経歴

### カレッジ・大学
1997年から1999年まで、オレゴン州立大学で、その後1999年から2001年まで、ミネソタ大学でプレーし平均10.9得点、6.1リバウンドの記録を残した。

### NBA・プロ
2014年、シャーロット・ボブキャッツでアシスタントコーチとなり、その後ミネソタ・ティンバーウルブズのアシスタントを経て、ヒューストン・ロケッツのアシスタントとなった。2015年11月18日、ケビン・マクヘイルの解雇に伴い暫定コーチに就任。チームを何とかプレーオフに導いたものの、シーズン終了後に退任。2016年6月1日にメンフィス・グリズリーズのアソシエイトコーチに就任した。
2017年11月27日、デビッド・フィズデイルの解雇後、ビッカースタッフはグリズリーズの暫定ヘッドコーチに昇進し、2018年5月1日、グリズリーズのヘッドコーチに就任したことが発表された。
2019年4月11日、チームがプレーオフに到達できなかった後、解雇された。
2019年5月19日、クリーブランド・キャバリアーズのアシスタント兼アソシエイトヘッドコーチに就任し、2020年2月19日、ジョン・ベイレインヘッドコーチが辞任し、新ヘッドコーチとなった。3月10日、キャバリアーズはビッカースタッフとの複数年契約に合意したと発表した。

## ヘッドコーチ成績
| チーム         | シーズン | G   | W   | L   | W–L% | シーズン結果          | PG | PW | PL | PW–L% | 最終結果               |
| -------------- | -------- | --- | --- | --- | ---- | --------------------- | -- | -- | -- | ----- | ---------------------- |
| ロケッツ       | 2015–16  | 71  | 37  | 34  | .521 | 4th in サウスウェスト | 5  | 1  | 4  | .200  | ファーストラウンド敗退 |
| グリズリーズ   | 2017–18  | 63  | 15  | 48  | .238 | 5th in サウスウェスト | —  | —  | —  | —     | プレーオフ不出場       |
| グリズリーズ   | 2018–19  | 82  | 33  | 49  | .402 | 3rd in サウスウェスト | —  | —  | —  | —     | プレーオフ不出場       |
| キャバリアーズ | 2019–20  | 11  | 5   | 6   | .455 | 5th in セントラル     | —  | —  | —  | —     | プレーオフ不出場       |
| キャバリアーズ | 2020–21  | 72  | 22  | 50  | .306 | 4th in セントラル     | —  | —  | —  | —     | プレーオフ不出場       |
| Career         | Career   | 299 | 112 | 187 | .375 |                       | 5  | 1  | 4  | .200  |                        |

## 脚註
1. ↑  J.B. Bickerstaff
2. ↑  Rockets add four assistants to coaching staff
3. ↑  “Rockets Fire Kevin McHale, Promote J.B. Bickerstaff To Interim Head Coach”.   RealGM (2015年11月18日). 2015年11月19日閲覧。
4. ↑  “Memphis Grizzlies name JB Bickerstaff next coach” (英語). NBA.com (2018年5月1日). 2018年5月2日閲覧。
5. ↑  “Memphis Grizzlies announce restructuring of basketball operations department”. NBA.com (2019年4月11日). 2019年4月11日閲覧。
6. ↑  “John Beilein Resigns as Cavaliers Head Coach”. NBA.com (2020年2月19日). 2020年3月10日閲覧。
7. ↑  “Cleveland Cavaliers and J.B. Bickerstaff Agree On Multi-Year Contract”. NBA.com (2020年3月10日). 2020年3月10日閲覧。